# リチャード・ランバート (第4代キャバン伯爵)
第4代キャバン伯爵リチャード・ランバート（英語: Richard Lambart, 4th Earl of Cavan PC (Ire)、1666年頃 – 1742年3月8日/3月10日）は、アイルランド貴族、軍人。

## 生涯
第3代キャバン伯爵チャールズ・ランバートとカスティリナ・ギルバート（Castilina Gilbert、1663年頃 – 1743年2月3日、ヘンリー・ギルバートの娘）の次男（長男チャールズは生涯未婚のまま死去、1689年2月13日に埋葬）として生まれた。
1691年より士官を務め、スペイン、西インド諸島、ポルトガルを転々とした。1702年12月5日に父が死去するとキャバン伯爵の爵位を継承、1703年11月25日にアイルランド貴族院議員に就任した。その後、1715年から1726年までジェームズ・ドーマーの竜騎兵連隊で中佐を務め、1729年6月21日にアイルランド枢密院の枢密顧問官に任命された。
1742年3月に領地で死去、同月に埋葬された。長男が早世したため次男フォードが爵位を継承した。

## 家族
バルバドスでマーガレット・トラント（Margaret Trant、1688年頃 – 1737年8月5日、リチャード・トラントの娘）と結婚、2男2女をもうけた。
- ギルバート - 夭折
- フォード（1718年 - 1772年） - 第5代キャバン伯爵
- ガートルード（Gertrude、1775年10月25日没） - 1738年6月29日、第2代ケリー伯爵ウィリアム・フィッツモーリス（1747年没）と結婚、子供あり。1750年6月7日、ジェームズ・ティルソン（James Tilson、1764年6月20日没）と再婚
- ヘスター（Hester） - 1738年12月13日、アイルランド庶民院（英語版）議員ウォーナー・ウェスタンラー（Warner Westenra）と結婚、子供あり